# Líber Seregni

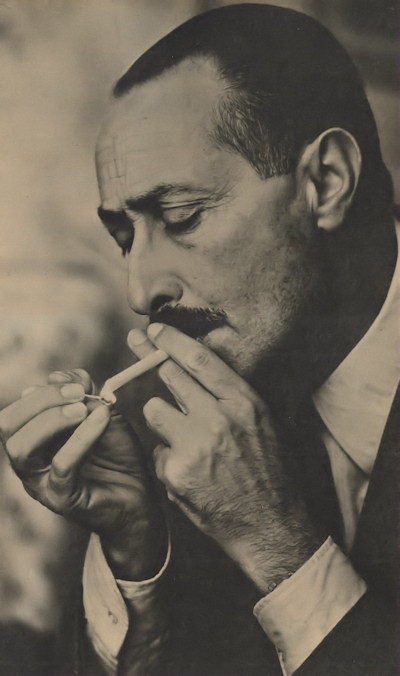
Liber Seregni (1971).

Líber Seregni Mosquera (13 december 1916 - 31 juli 2004) was in Uruguay een kwart eeuw lang de leider van links.

## Biografie
Seregni maakt carrière in het leger en brengt het tot generaal. In 1968 legt hij zijn functie van inspecteur-generaal van de landmacht neer uit protest tegen de staat van beleg van president Jorge Pacheco Areco. Ook zegt hij zijn lidmaatschap op van de Colorado Partij.
Seregni raakt steeds meer betrokken bij de linkse oppositie, die een bont allegaartje is. Hij bindt zich niet aan een van de partijen, en krijgt steeds meer de status van de niet gebonden leider.
Als in september 1970 in Chili de Unidad Popular met Salvador Allende de verkiezingen wint, is dat voor de linkse beweging in Uruguay een opsteker. In december wordt besloten tot de vorming van net zo'n volksfront en in februari 1971 vindt de officiële oprichting plaats van het Frente Amplio (Breed Front). Seregni wordt voorzitter.
De generaal buiten dienst is dat jaar ook de kandidaat van links bij de presidentsverkiezingen. Een doorbraak als in Chili blijft echter uit. De Coloradominister Juan María Bordaberry wordt gekozen en Seregni blijft steken op 20 %.
Bordaberry ontbindt op 27 juni 1973 het parlement en draagt de macht over aan het leger. Het Frente Amplio wordt verboden en Seregni wordt op 9 juli gearresteerd. In 1978 krijgt hij 14 jaar gevangenisstraf wegens "ondermijnende activiteiten".
Op 19 maart 1984, als de dictatuur al op haar laatste benen loopt,  wordt de generaal b.d. vrijgelaten op last van het Hoog Militair Gerechtshof. Hij mag echter niet meedoen aan de eerste vrije verkiezingen later dat jaar.
Het FA voert onder leiding van Líber Seregni fel verzet tegen de "punto final": de algehele amnestie door de regering-Sanguinetti van de militaire en niet-militaire schuldigen aan ernstige schending van de mensenrechten gedurende de dictatuur.
In 1989 staat Seregni weer kandidaat voor het presidentschap van Uruguay. Als "running mate" kiest hij de gematigde Danilo Astori. Het mag niet baten: ze krijgen 21% van de stemmen. De Lenin Vredesprijs die Seregni van de Sovjet-Unie heeft ontvangen, werkt niet wervend in de Uruguayaanse middenklasse. Bij de derde en laatste campagne in 1994 behaalt de oude generaal 23%.
In 1996 maakt een conflict binnen het Frente Amplio een einde aan het leiderschap van Seregni. Hij blijft zich verzetten tegen een wijziging van de kieswet waardoor een tweede ronde bij de presidentsverkiezingen wordt ingevoerd om een absolute meerderheid mogelijk te maken. Seregni voorziet, dat Colorados en Blancos elkaar in de tweede ronde altijd zullen steunen. Een deel van het Front echter steunt de wet. Seregni treedt af als voorzitter en wordt opgevolgd door de burgemeester van Montevideo: Tabaré Vázquez. Enkele maanden voor deze voormalige oncoloog eind 2004 tot eerste linkse president van Uruguay werd gekozen, overleed Líber Seregni op 87-jarige leeftijd aan alvleesklierkanker.

## Familie
Getrouwd met Lilí Lerena (1915-2012), ze hadden twee dochters, Bethel en Giselle.